# B大調

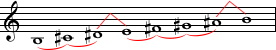
B大調音階（為全音，為半音）

B大調是一個以B音為基礎的大調，由B、C♯、D♯、E、F♯、G♯、A♯和B組成，調號有五個升號。關係小調是升G小調，並行小調是B小調，與降C大調異名同音。